# Azat Abdullin
Azat Chamatowicz Abdullin ros. Азат Хаматович Абдуллин (ur. 26 czerwca 1931, zm. 11 listopada 2023) – radziecki dramaturg pochodzenia baszkirskiego. 
Od 1975 był członkiem KPZR. Absolwent fakultetu historycznego Ufimskiego Instytutu Pedagogicznego (1953), w latach 1957-1958 był tam wykładowcą. Od 1967 żył i pracował w Moskwie. Był między innymi autorem sztuk "Nie zabywaj mienia, sołnce" (1963), "Trinadcatyj priedsiedatiel" (1979), "Poslednij patriarch" (1986) .